# Mandji
Port-Gentil sau Mandji este al doilea cel mai mare oraș din Gabon și principalul port maritim al țării.

## Clima
| Date climatice pentru Port-Gentil                 | Date climatice pentru Port-Gentil | Date climatice pentru Port-Gentil | Date climatice pentru Port-Gentil | Date climatice pentru Port-Gentil | Date climatice pentru Port-Gentil | Date climatice pentru Port-Gentil | Date climatice pentru Port-Gentil | Date climatice pentru Port-Gentil | Date climatice pentru Port-Gentil | Date climatice pentru Port-Gentil | Date climatice pentru Port-Gentil | Date climatice pentru Port-Gentil | Date climatice pentru Port-Gentil |
| Luna                                              | Ian                               | Feb                               | Mar                               | Apr                               | Mai                               | Iun                               | Iul                               | Aug                               | Sep                               | Oct                               | Nov                               | Dec                               | Anual                             |
| ------------------------------------------------- | --------------------------------- | --------------------------------- | --------------------------------- | --------------------------------- | --------------------------------- | --------------------------------- | --------------------------------- | --------------------------------- | --------------------------------- | --------------------------------- | --------------------------------- | --------------------------------- | --------------------------------- |
| Maxima medie °C (°F)                              | 29.5 (85,1)                       | 30.2 (86,4)                       | 30.3 (86,5)                       | 30 (86)                           | 29 (84)                           | 26.7 (80,1)                       | 25.9 (78,6)                       | 27.4 (81,3)                       | 27.7 (81,9)                       | 28.3 (82,9)                       | 28.6 (83,5)                       | 29 (84)                           | 28,5 (83,3)                       |
| Media zilnică °C (°F)                             | 26.9 (80,4)                       | 27.3 (81,1)                       | 27.3 (81,1)                       | 27.1 (80,8)                       | 26.6 (79,9)                       | 24.4 (75,9)                       | 23.5 (74,3)                       | 24.7 (76,5)                       | 25.4 (77,7)                       | 25.9 (78,6)                       | 26.1 (79)                         | 26.5 (79,7)                       | 26,0 (78,8)                       |
| Minima medie °C (°F)                              | 24.2 (75,6)                       | 24.4 (75,9)                       | 24.3 (75,7)                       | 24.2 (75,6)                       | 24.1 (75,4)                       | 22 (72)                           | 21.1 (70)                         | 21.9 (71,4)                       | 23 (73)                           | 23.5 (74,3)                       | 23.5 (74,3)                       | 24 (75)                           | 23,3 (73,9)                       |
| Minima istorică °C (°F)                           | 12 (54)                           | 17 (63)                           | 12 (54)                           | 12 (54)                           | 12 (54)                           | 12 (54)                           | 15 (59)                           | 11 (52)                           | 13 (55)                           | 12 (54)                           | 15 (59)                           | 10 (50)                           | 12 (54)                           |
| Precipitații mm (inches)                          | 247.8 (9.756)                     | 177.8 (7)                         | 266.8 (10.504)                    | 299.3 (11.783)                    | 150.6 (5.929)                     | 11.5 (0.453)                      | 3.4 (0.134)                       | 5 (0.2)                           | 31.8 (1.252)                      | 179.9 (7.083)                     | 352.2 (13.866)                    | 227.1 (8.941)                     | 1.953,2 (76,898)                  |
| Umiditate [%]                                     | 84                                | 84                                | 83                                | 84                                | 85                                | 84                                | 83                                | 82                                | 82                                | 84                                | 86                                | 84                                | 84                                |
| Nr. de zile cu precipitații                       | 14.8                              | 12.7                              | 16.4                              | 15.5                              | 10.2                              | 0.9                               | 0.5                               | 3.4                               | 9.0                               | 17.4                              | 19.6                              | 13.9                              | 134,3                             |
| Ore însorite                                      | 150.4                             | 160.8                             | 154.5                             | 151.5                             | 147.8                             | 156.3                             | 163.1                             | 135.3                             | 125.7                             | 116.1                             | 115.1                             | 147.2                             | 1.723,8                           |
| Sursa nr. 1: NOAA                                 |                                   |                                   |                                   |                                   |                                   |                                   |                                   |                                   |                                   |                                   |                                   |                                   |                                   |
| Sursa nr. 2: Voodoo Skies for record temperatures |                                   |                                   |                                   |                                   |                                   |                                   |                                   |                                   |                                   |                                   |                                   |                                   |                                   |

## Galerie foto

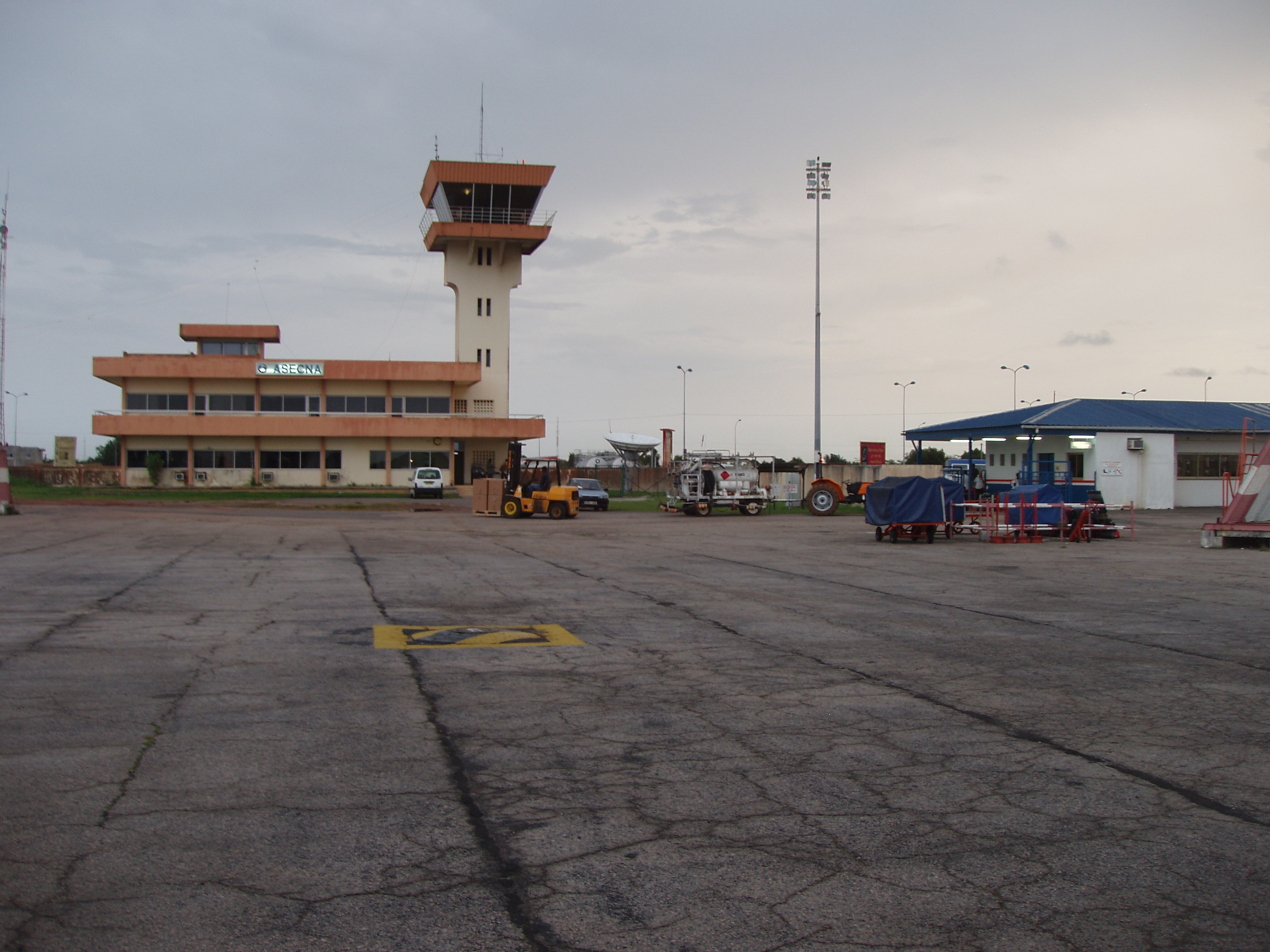
Aeroportul din Mandji
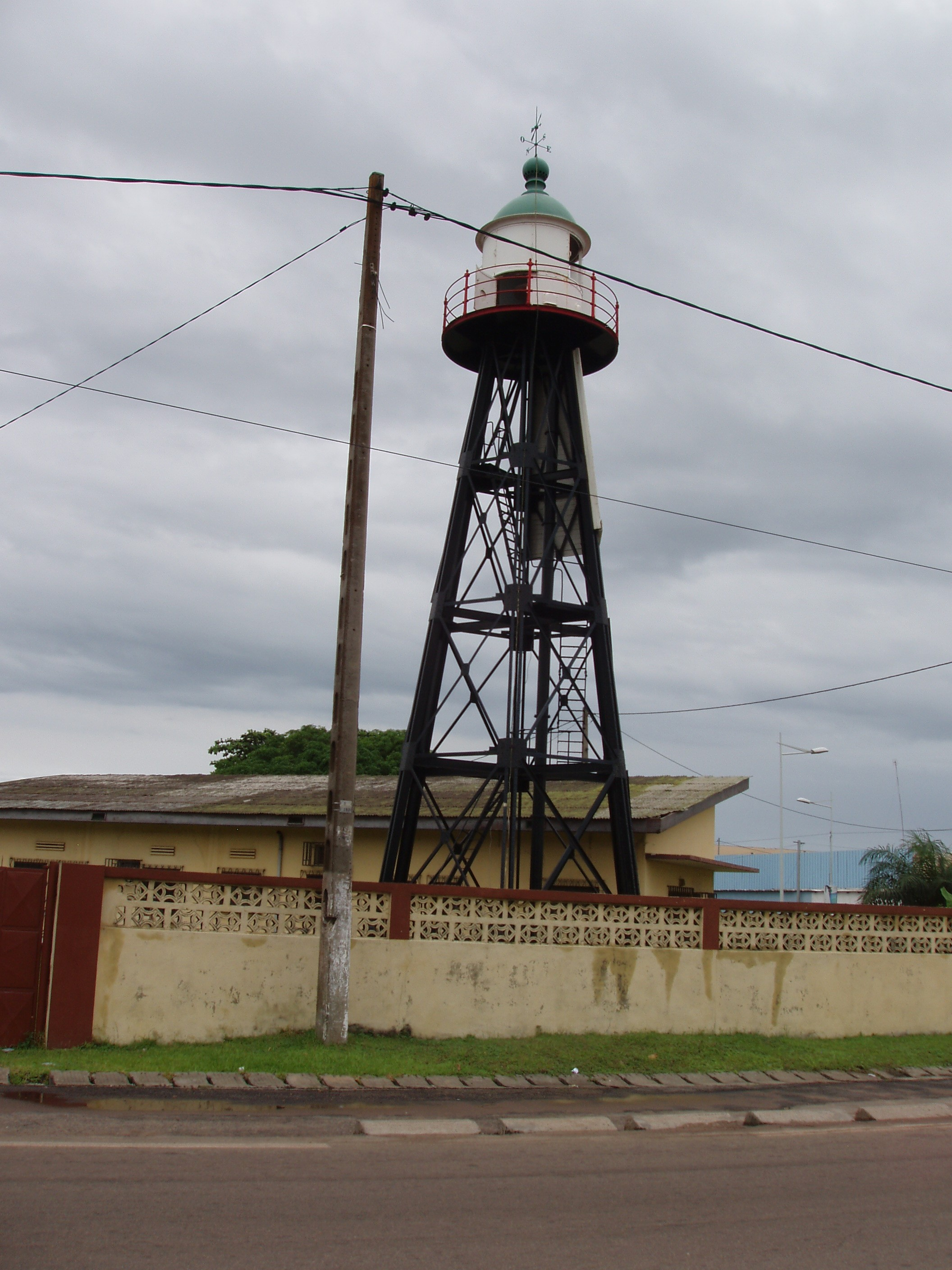
Panoramă din Port-Gentil
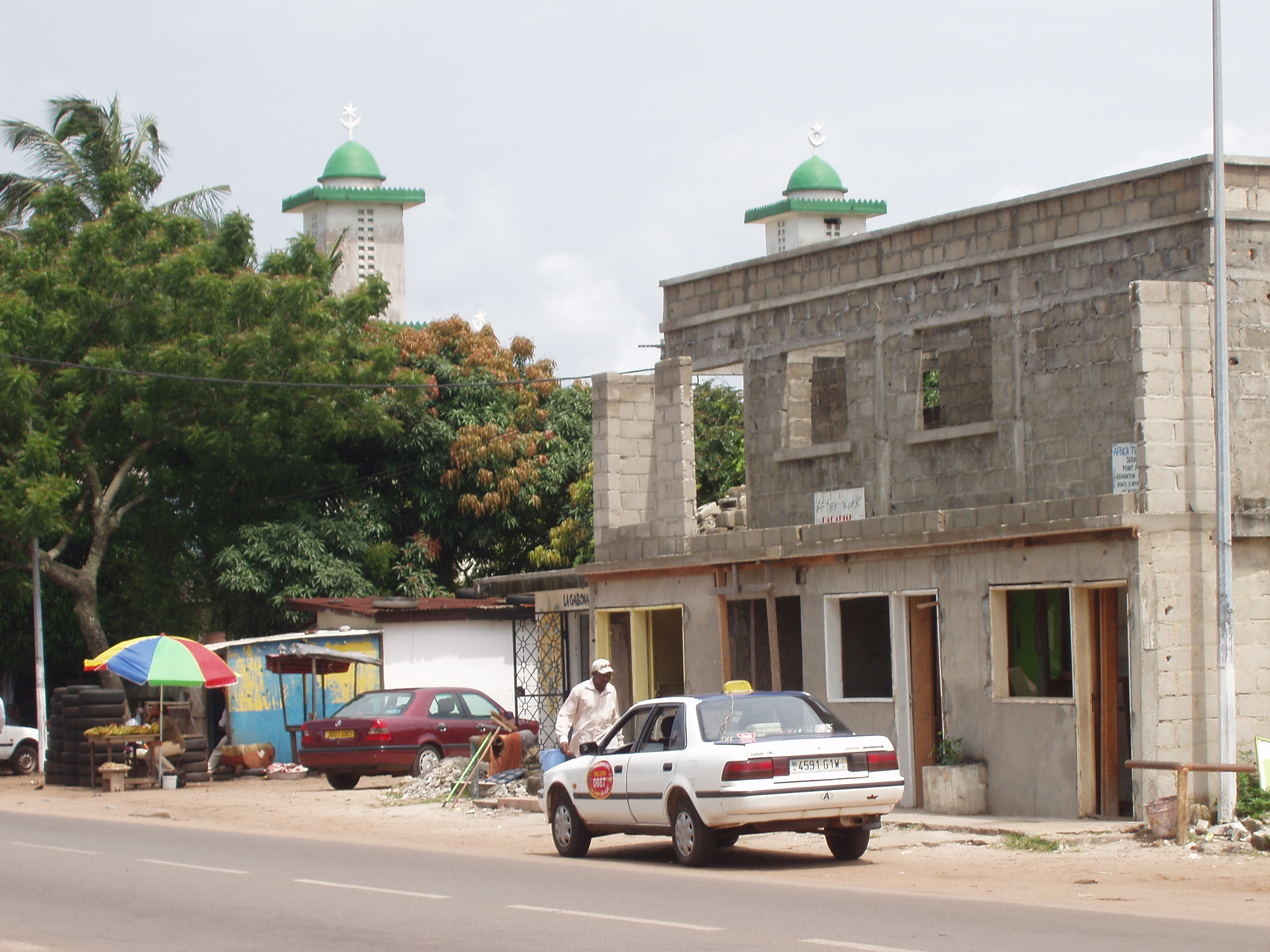
Mosquee din Port-Gentil
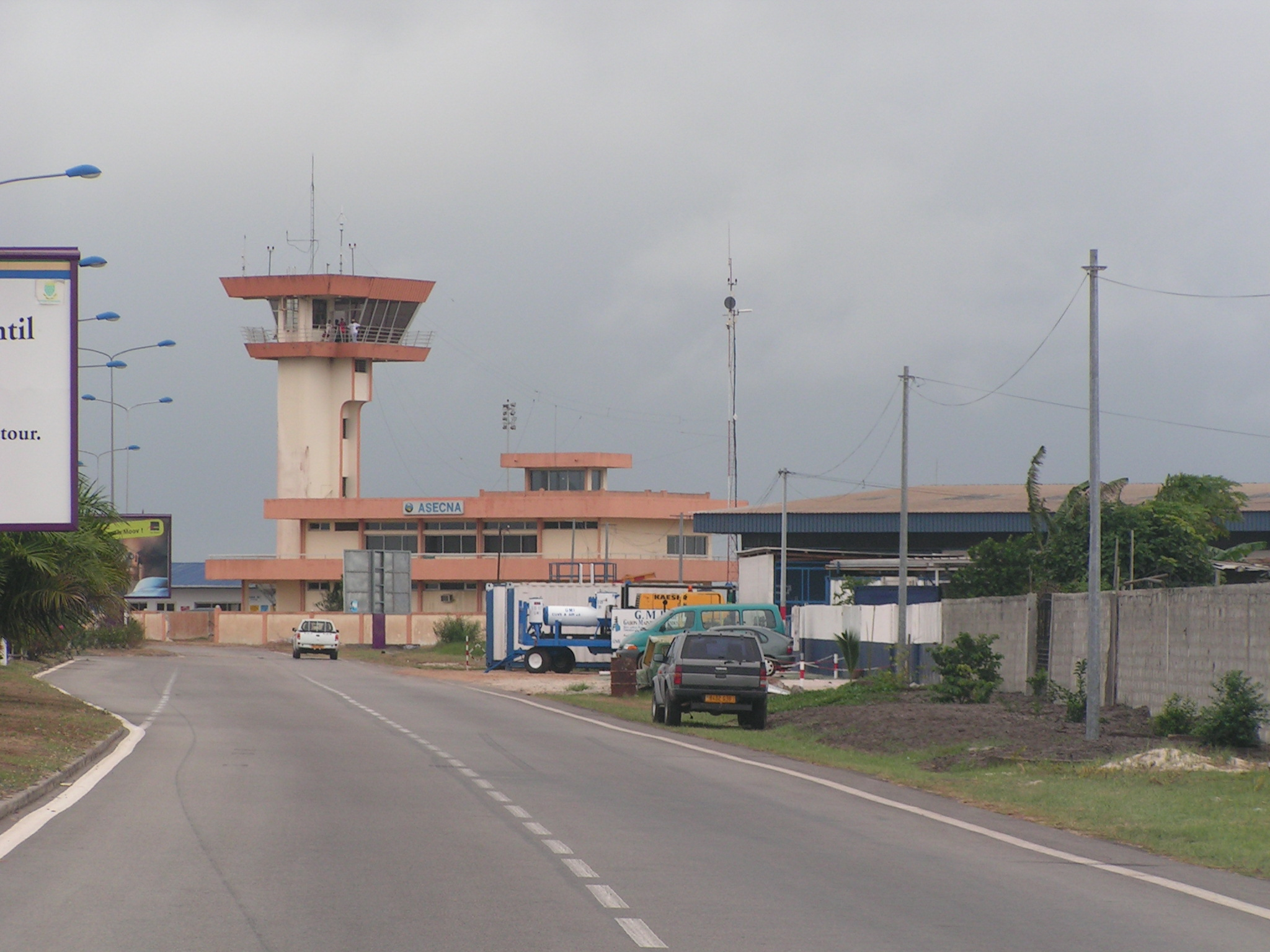
Aeroportul din Mandji
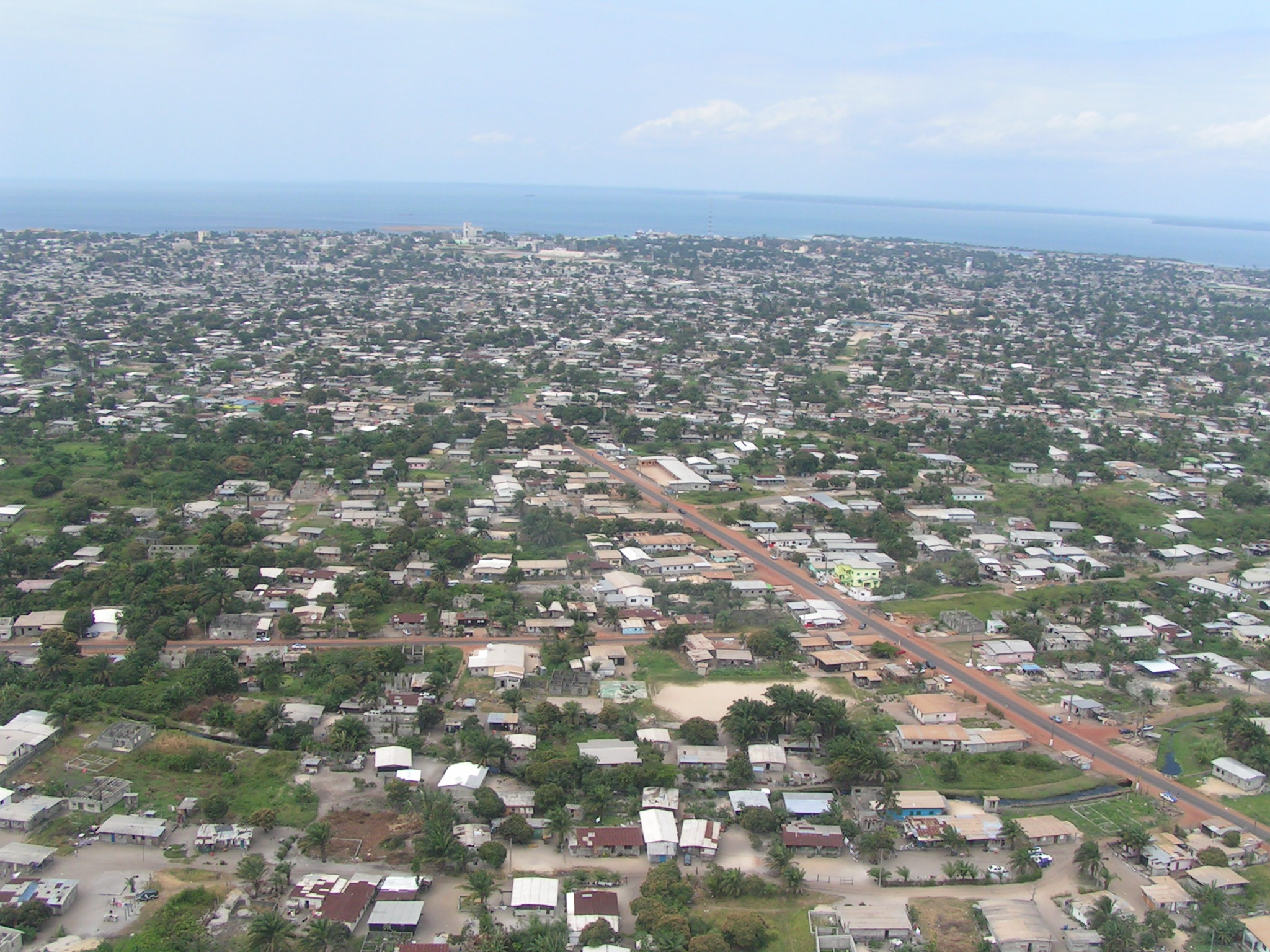
Panoramă din Port-Gentil
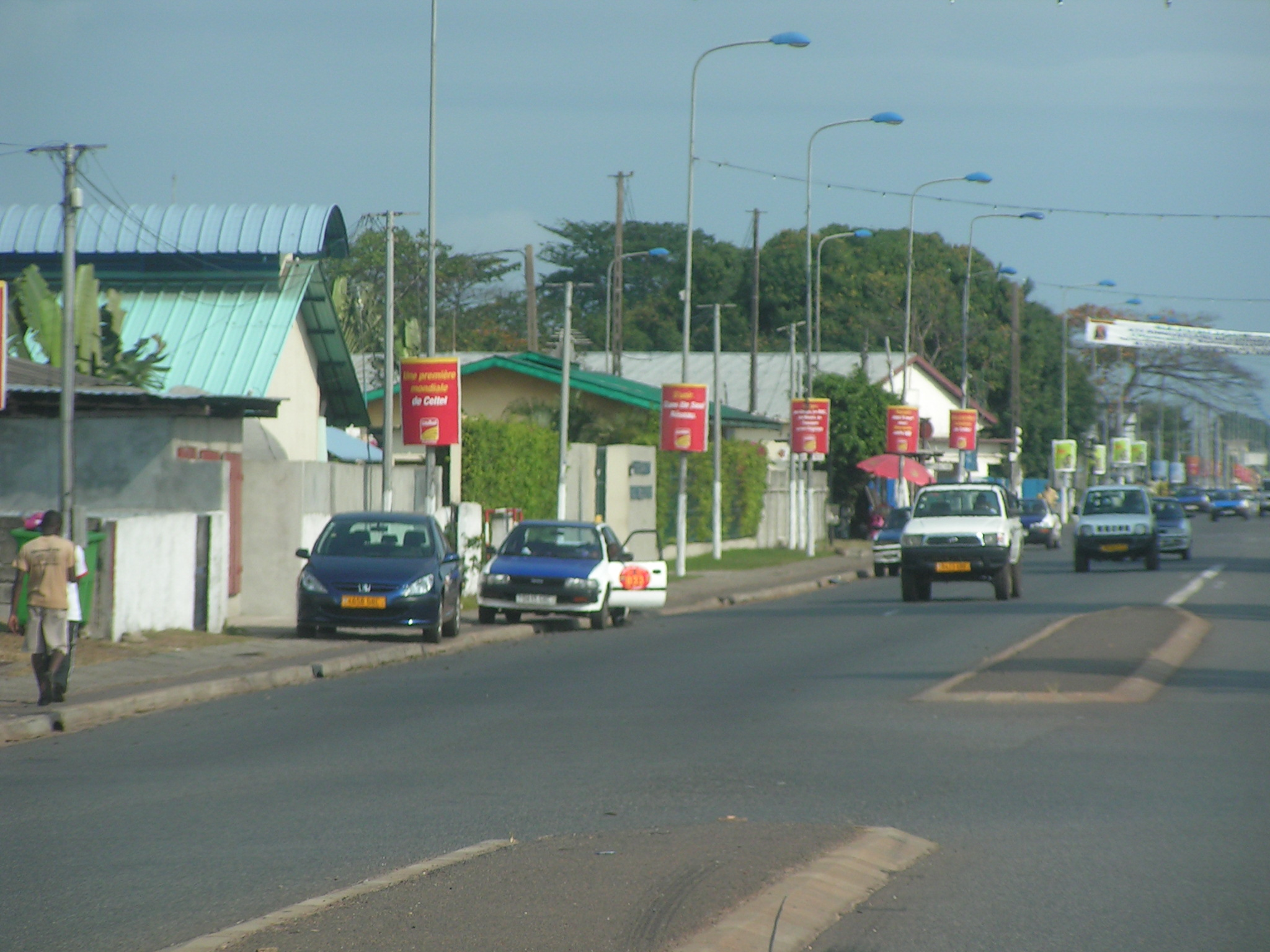
Stradă din Mandji
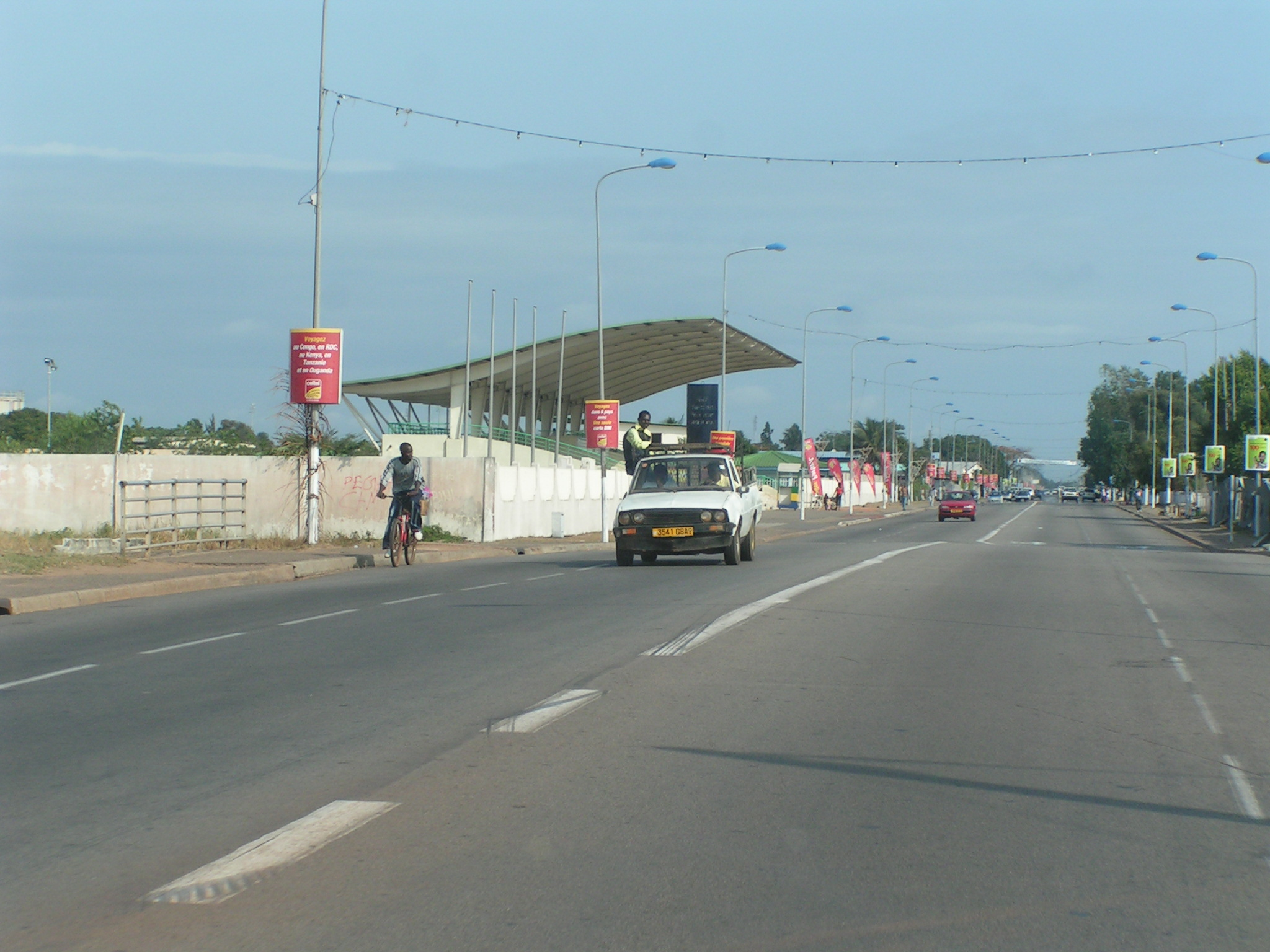
Stradă din Port-Gentil
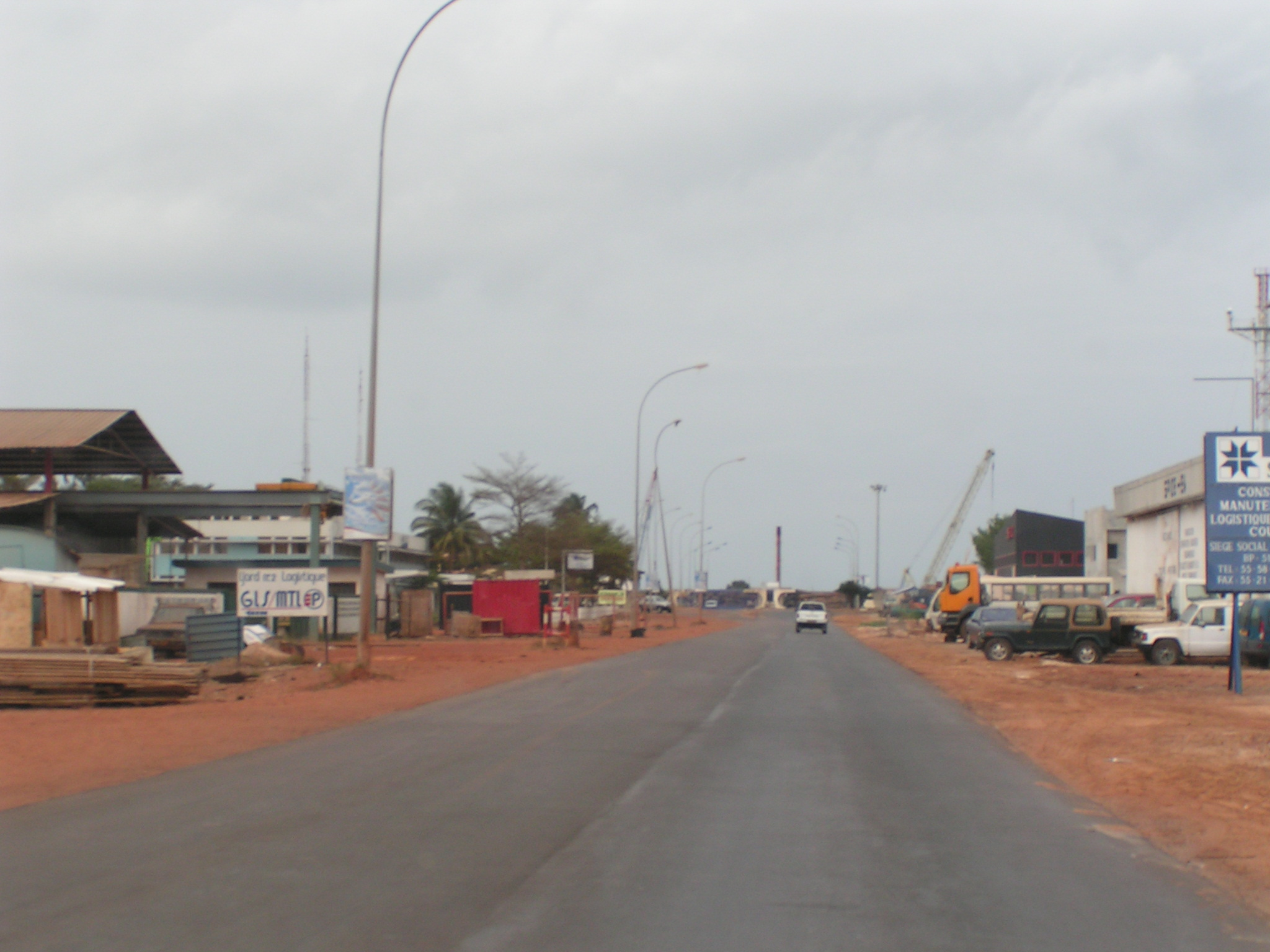
Stradă din Mandji
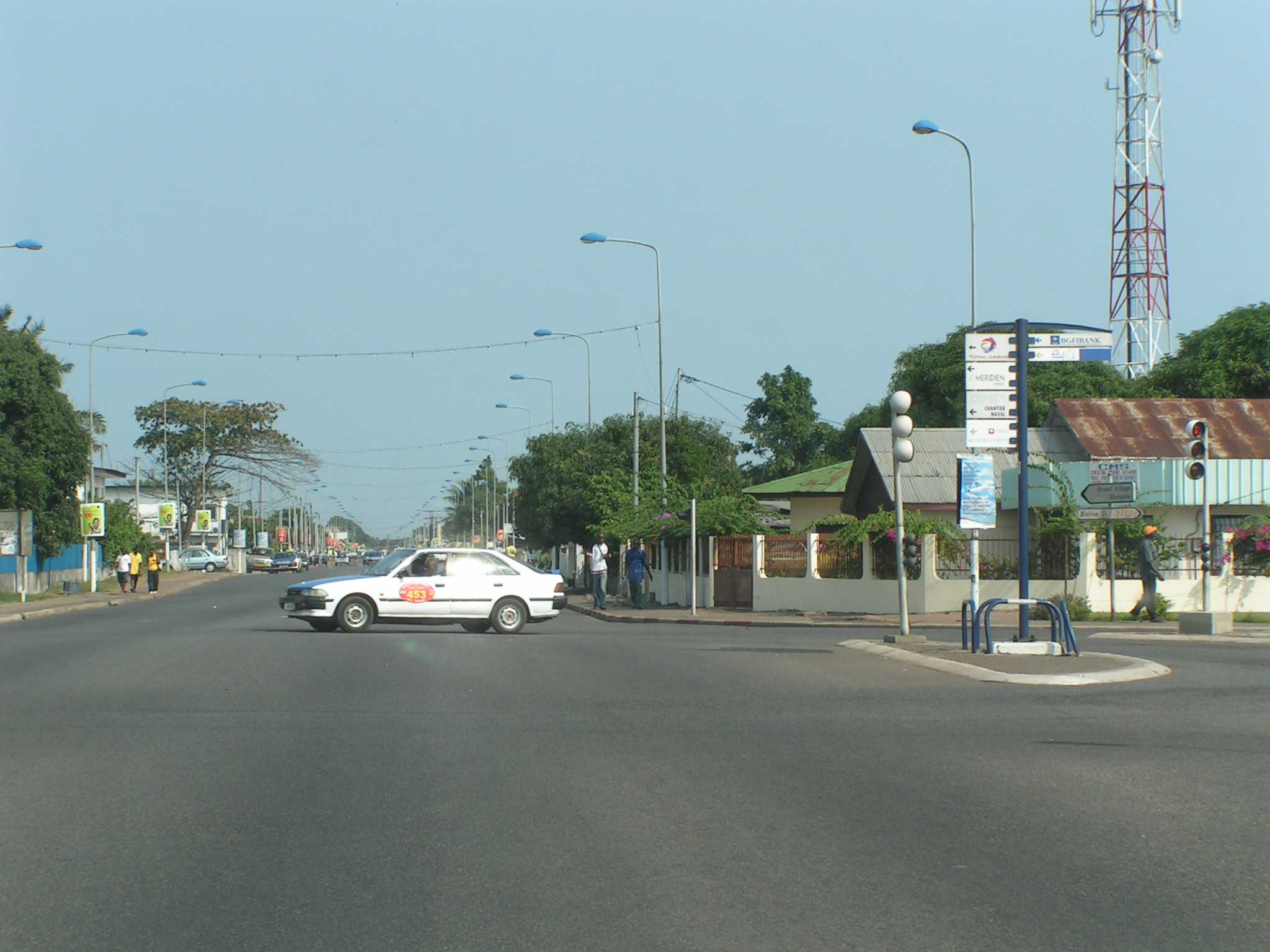
Stradă din Port-Gentil
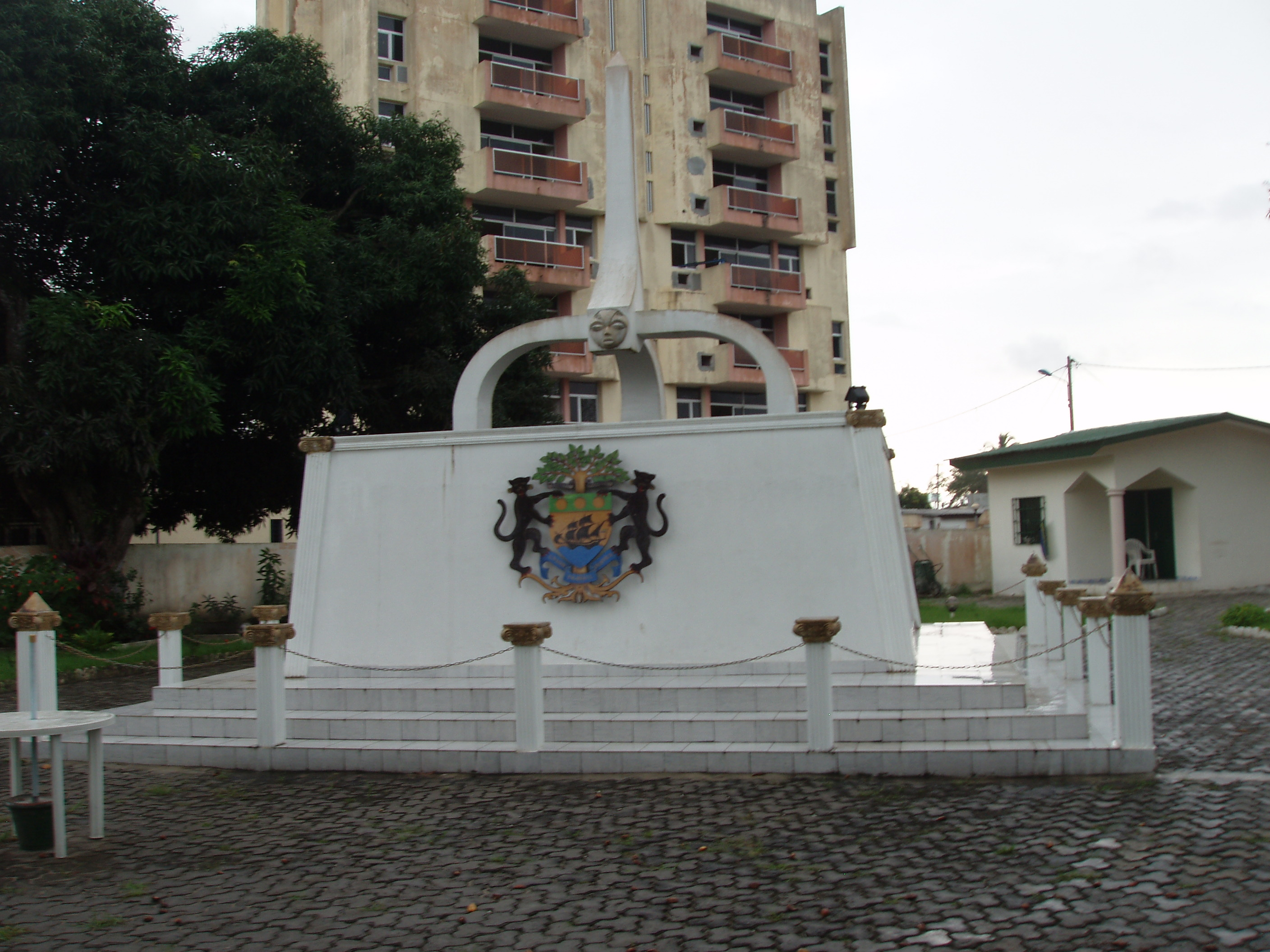
Logo-ul al orașului Mandji de pe o statue
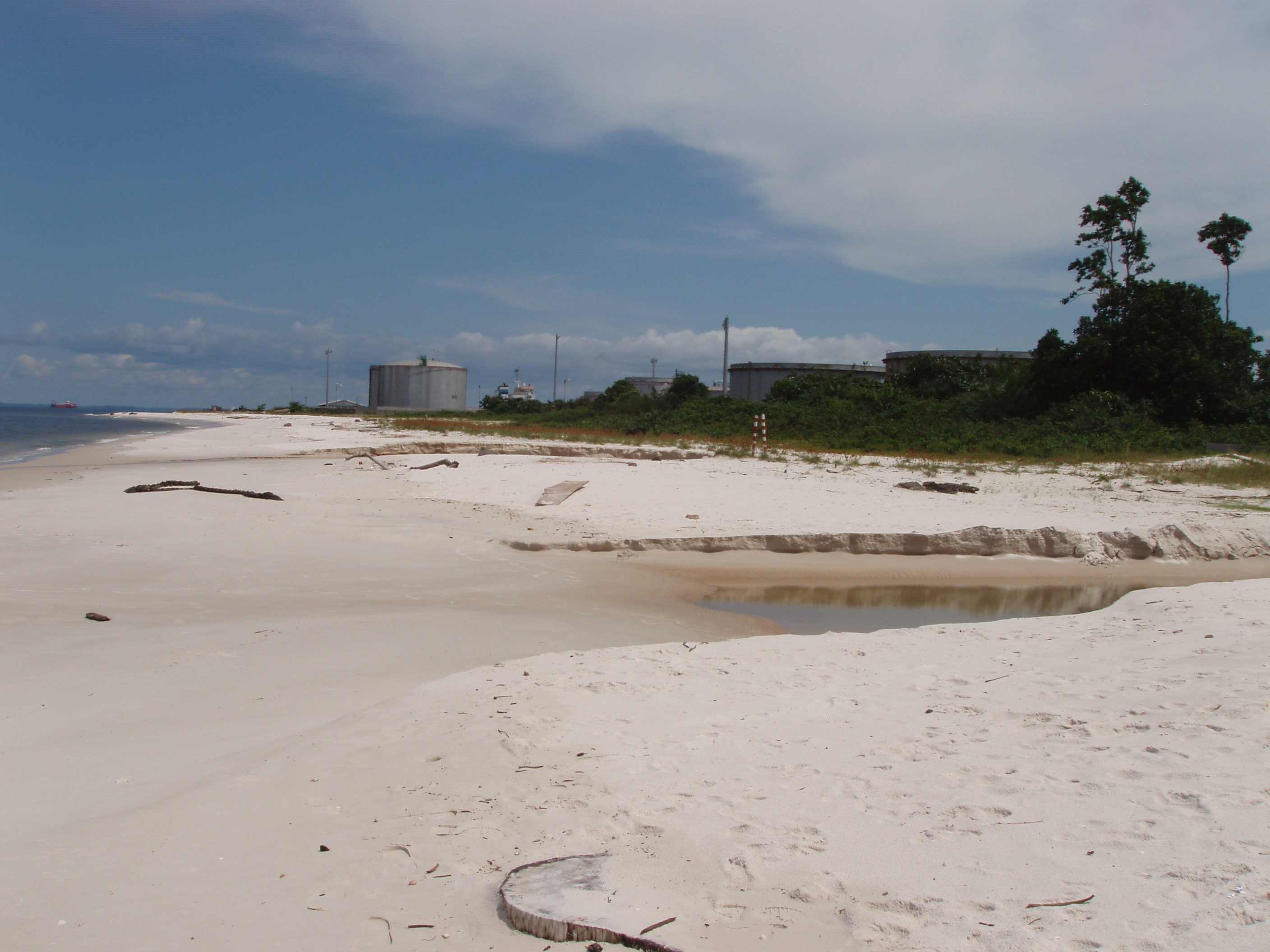
Plajă din Port-Gentil